# Pepys Island

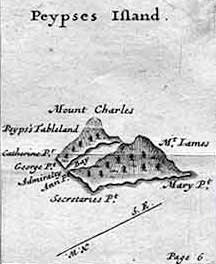
„Peypses Iſland“ in einer Darstellung von William Hacke 1699

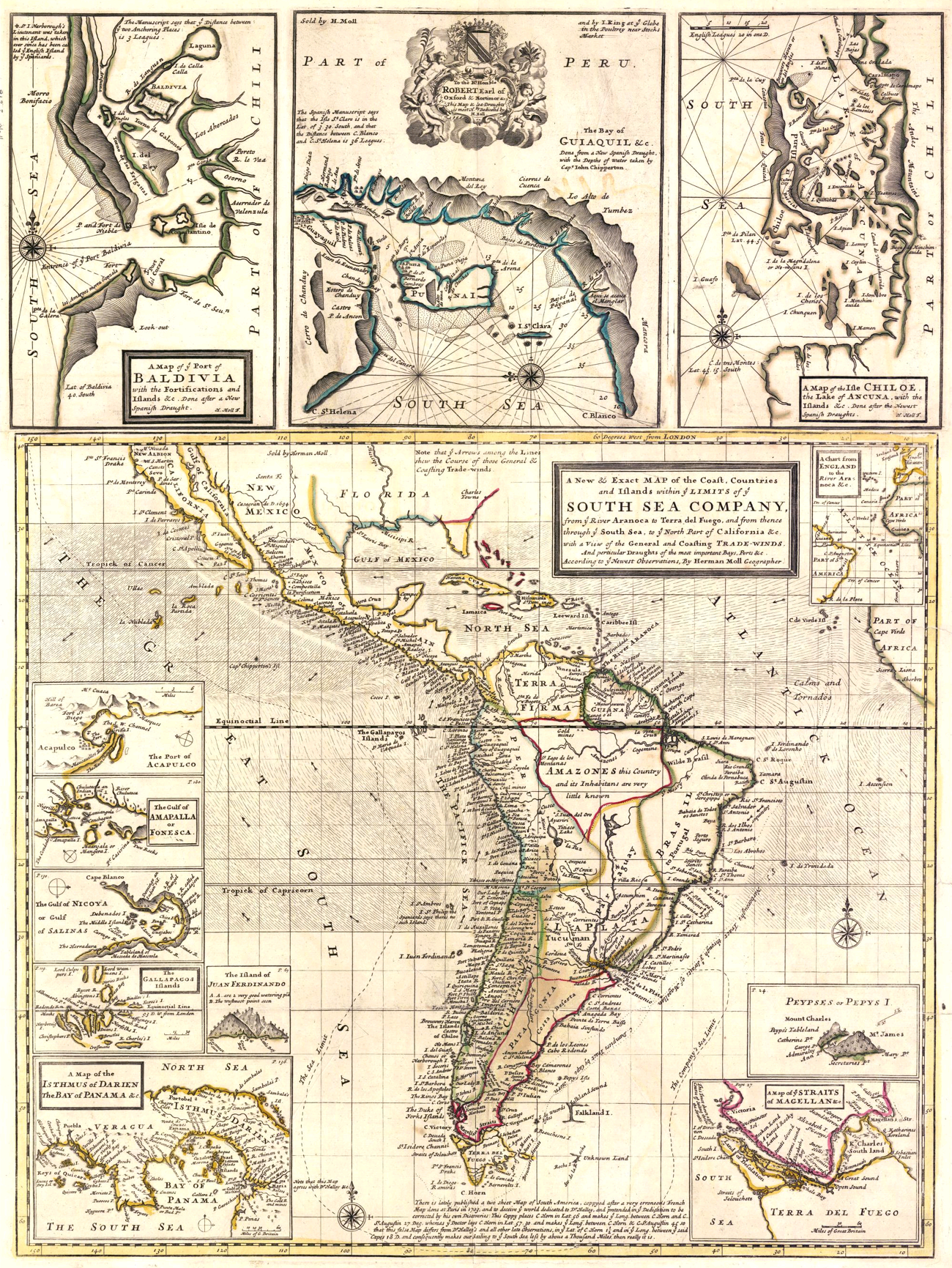
Hermann Molls Südamerika-Karte von 1711 zeigt sowohl „Pepys Isle“ und „S. De Waerds Isles“ als auch „Falkland I.“ (Island)

Als Pepys Island oder Peypses Island wurde eine Phantominsel im südlichen Atlantischen Ozean bezeichnet, die nördlich oder nordwestlich der Falklandinseln liegen sollte. Angeblich hat sie der englische Pirat William Cowley 1684 entdeckt und nach Samuel Pepys, dem damaligen Sekretär der Admiralität, benannt. Wahrscheinlich ist Pepys Island mit einer der Falklandinseln identisch.

## William Cowley
William Ambrosia Cowley war ein englischer Freibeuter des 17. Jahrhunderts, der zusammen mit Edward Davis und William Dampier zur Mannschaft des Piratenkapitäns John Cook gehörte. Die Freibeuter hatten vor der Küste Guineas ein dänisches Handelsschiff gekapert, das sie Bachelor's Delight (Junggesellenfreude) tauften und segelten damit zur Magellanstraße, um in den Pazifik zu gelangen. In Höhe von 47° südlicher Breite entdeckten sie 1683 (abweichend 1684) eine Insel, von der sie annahmen, dass sie bis dahin nicht bekannt war. William Hacke aus London, ein produktiver Herausgeber von Karten und Atlanten, veröffentlichte Cowleys Reisebericht – angeblich wörtlich – in seinem 1699 erschienenen, mehrbändigen Werk: „Collection of Original Voyages“. Dort heißt es:

„We held our Course S.W. till we came into the Lat. of 47 Deg. where we saw Land; the same being an Island not before known, lying to the Westward of us. It was not inhabited, and I gave it the Name of Pepys`s Island. We found it a very commodious Place for Ships to Water at, and take in Wood, and it has a very good Harbour, where a thousand Sail of Ships may safely ride. Here is great Plenty of Fowls, and we judge abundance of Fish, by reason of the Grounds being nothing but Rocks and Sands.
Wir hielten unseren Kurs S.W. bis wir in die Breite von 47 Grad kamen, wo wir Land sahen, das eine zuvor nicht bekannte Insel ist, die westlich von uns liegt. Sie war nicht bewohnt und ich gab ihr den Namen Pepys-Insel. Wir empfanden sie als einen sehr geeigneten Ort, an dem Schiffe Wasser und Holz aufnehmen können, und sie hat einen sehr guten Hafen, in den tausend Segelschiffe sicher einfahren können. Hier gibt es reichlich Vögel, und nach unserer Beurteilung einen Überfluss an Fischen wegen eines Bodens aus nichts anderem als Felsen und Sand.“

Auf der nachfolgenden Seite des Buches ist die oben stehende Karte abgedruckt, die zahlreiche Details der Insel aufzeigt und benennt, zum Beispiel Berge, Landzungen und Buchten. Die Doppelinsel, die von einem Sund getrennt wird, der von Nordost nach Südwest verläuft, heißt dort „Peypses Island“. Weiter vorne in Hackes Buch ist eine Weltkarte enthalten, die den Kurs der Bachelors Delight wiedergibt. Sie ist eine der ersten gedruckten Karten, die auch Pepys Island abbilden, auf der Position 47° südlicher Breite direkt vor der patagonischen Küste.
Der Name der Insel bezieht sich auf den damaligen Staatssekretär im englischen Marineamt (Chief Secretary to the Admiralty) Samuel Pepys, der uns heute eher wegen seiner in einer verschlüsselten Kurzschrift verfassten Tagebücher bekannt ist, die nicht nur offizielle Angaben enthalten, sondern daneben – in der damaligen Zeit völlig unüblich – auch eigene Erlebnisse und persönliche Ansichten, die der heutigen historischen Forschung freimütige Hinweise zum Leben der gehobenen Stände überliefern.
Diese Version der Entdeckung von Pepys`s Island und der Name dürften eine Erfindung von William Hacke sein, einem der bekanntesten Mitglieder der Londoner „Thames school of chartmakers“, die sich auf die Herausgabe von Seekarten im Stil italienischer oder mallorquinischer Portolankarten spezialisiert hatte. In einem handschriftlich verfasstem Bericht, der Cowley zugeschrieben wird und der mit der Sammlung von Sir Hans Sloane in das Britische Museum gelangte, wird die die Entdeckung der Insel völlig anders geschildert:

„This month we were in latitude 47° 40', where we espied an Island bearing West of us, and bore away for it, but being too late we lay by all night. The Island seemed very pleasant to the eye, with many woods. may say the whole Island was Woods, there being a rock above water to the Eastward of it with innumerable fowls. I sailed along that Island to the Southward, and about the SW side of the Island there seemed to me to be a good place for ships to ride. The wind blew fresh, and they would not put the boat out. Sailing a little further, having 26 and 27 fathoms water, we came to a place where we saw the weeds ride, and found only seven fathoms water and all rocky ground, therefore we put the ship about but the harbour seemed a good place for ships to ride in. There seemed to me harbour for 500 sail of shipping, the going in but narrow, and the North side of the entrance shallow that I could see: but I think there is water enough on the South side. I would have had them stand upon a wind all night; but they told me they did not come out to go upon discovery. We saw likewise another Island by this, which made me to think them the Sibble D'wards.
Diesen Monat befanden wir uns auf dem Breitengrad 47° 40', wo wir eine Insel westlich von uns erspähten und machten uns auf den Weg dorthin, aber da es zu spät war, blieben wir die ganze Nacht liegen. Die Insel schien mit ihren vielen Wäldern ein sehr angenehmer Anblick zu sein. Man könnte sagen, die ganze Insel bestand aus Wäldern, und östlich davon befand sich ein Felsen über dem Wasser mit unzähligen Vögeln. Ich segelte an der Insel entlang nach Süden, und auf der südwestlichen Seite schien es einen guten Platz für Schiffe zu geben. Der Wind wehte frisch und sie [die Mannschaft] wollten das Boot nicht aussetzen. Als wir etwas weiter segelten und 47 und 49 Meter [tiefes] Wasser hatten, kamen wir an eine Stelle, wo wir Seegras treiben sahen, und fanden nur 13 Meter Wasser vor und überall felsigen Grund. Deshalb wendeten wir das Schiff, aber der Hafen schien ein guter Ort für 500 Segelschiffe zu sein. Wie ich sehen konnte, war die Einfahrt  jedoch schmal und die Nordseite der Einfahrt flach, aber ich denke, auf der Südseite ist genug Wasser. Ich hätte sie [die Mannschaft] die ganze Nacht auf Wind warten lassen, aber sie sagten mir, sie seien nicht ausgefahren, um Entdeckungen zu machen. Wir sahen ebenfalls eine andere Insel, was mich zu der Annahme veranlasste, dass es sich um Sibble D'wards handelte.“

Der Freibeuter William Dampier segelte zusammen mit William Cowley auf der Bachelors Delight. Auch er hat einen Bericht über diese Reise verfasst:

„January 28 we made the Sibbel de Wards which are 3 islands lying in the latitude of 51 degrees 25 minutes south and longitude west from the Lizard in England, by my account, 57 degrees 28 minutes. The variation here we found to be 23 degrees 10 minutes. I had for a month before we came hither endeavoured to persuade Captain Cook and his company to anchor at these islands, where I told them we might probably get water, as I then thought, and in case we should miss of it here, yet by being good husbands of what we had we might reach Juan Fernandez in the South Seas before our water was spent. This I urged to hinder their designs of going through the Straits of Magellan, which I knew would prove very dangerous to us; the rather because, our men being privateers and so more wilful and less under command, would not be so ready to give a watchful attendance in a passage so little known. [...] These islands of Sibbel de Wards were so named by the Dutch. They are all three rocky barren islands without any tree, only some dildoe-bushes growing on them: and I do believe there is no water on any one of them, for there was no appearance of any water. The two northermost we could not come near; but the southermost we came close by, but could not strike ground till within two cables' length of the shore, and there found it to be foul rocky ground.
Am 28. Januar [1683] machten wir die Sibbel de Wards, drei Inseln, die auf  51 Grad 25 Minuten südlicher Breite und nach meiner Berechnung 57 Grad 28 Minuten westlicher Länge von Lizard in England [gemeint ist Lizard Point (Cornwall)] liegen. Die Abweichung lag hier bei 23 Grad und 10 Minuten. Bevor wir hierhin kamen, hatte ich einen Monat lang versucht, Kapitän Cook und seine Mannschaft zum Ankern auf diesen Inseln zu überreden, wobei ich ihnen sagte, dass wir wahrscheinlich Wasser bekommen würden, wie ich damals dachte, und für den Fall, dass wir es hier verpassen sollten, konnten wir Juan Fernandez in der Südsee erreichen, bevor unser Wasser verbraucht war, da wir haushälterisch mit dem umgingen, was wir hatten. Ich drängte darauf, ihre Absicht zu verhindern, durch die Magellanstraße zu fahren, von der ich wusste, dass sie sich für uns als sehr gefährlich erweisen würde. Dies liegt eher daran, dass unsere Männer als Freibeuter, und daher eigensinnige und weniger befehlsgewohnte Männer, nicht so bereit wären, in einer so wenig bekannten Passage aufmerksam zu sein. [...] Diese Inseln von Sibbel de Wards wurden von den Niederländern so genannt. Es sind drei felsige, karge Inseln ohne Bäume, auf denen nur ein paar Büsche wachsen. Ich glaube, dass es auf keiner von ihnen Wasser gibt, denn von Wasser war nichts zu sehen. Den beiden nördlichsten [Inseln] konnten wir nicht nahe kommen, aber an der südlichsten kamen wir dicht vorbei. [Wir] trafen aber erst 390 m vor der Küste auf Grund und stellten fest, dass es sich um schmutzigen, felsigen Boden handelte.“

Sibbel de Wards oder Sibble D'wards sind alte Namen für die Jason Islands, die im Nordwesten der Falklandinseln liegen und die der holländische Seefahrer Sebald de Weert im Jahr 1600 entdeckt hatte. Der Name wurde von manchen Kartenmachern auch für den gesamten Falkland-Archipel verwendet, zum Beispiel in der Atlantik-Karte von Edmond Halley.

## Suche nach Pepys Island
Im 18. Jahrhundert versuchten mehrere Expeditionen verschiedener Nationen Pepys Island aufzufinden, da die Insel als Versorgungsstation im Konkurrenzkampf um die Vorherrschaft im Pazifik zwischen Spanien, Frankreich und England von strategischer Bedeutung sein könnte.

### George Anson
Der britische Seeoffizier und spätere Admiral George Anson hatte Hackes Buch gelesen. Er war von der Existenz der Insel Pepys überzeugt und wusste um deren strategischen Wert für England. Der Kurs seiner Weltumseglung von 1740 bis 1744 mit HMS Centurion führte nahe an der argentinischen Küste vorbei und Anson bekam Pepys Island nicht in Sicht.

### John Byron
Am 3. Juli 1764 segelte John Byron mit den Schiffen Dolphin und Tamar vom Plymouth ab, mit dem Auftrag, die Insel Pepys zu suchen und die britische Präsenz auf den Falklandinseln zu sichern. Auch er hatte Hackes Buch gelesen, wie sich aus seinen Aufzeichnungen ergibt::675

„We left Port Desire on the 4th of December, and directed our course to the southward of Pepys' Island, laid down in our charts in the latitude of 48 degrees south, and in the longitude of 64 degrees from the Meridian of London, bearing east by south of Cape Blanco. This island is said to have been discovered by Captain Cowley, who gave it that name in honour of Samuel Pepys, Esq; secretary to James Duke of York, when lord high admiral of England; and who pretended, that it had not only a good harbour, in which a thousand ships might safely ride at anchor; but that it abounded with fowl, and was extremely convenient for wooding and watering: but after many unſsuccessful attempts to discover this island, in order to procure a fresh supply of wood and water, we had the mortification to find, that all our endeavours were ineffectual; we were therefore obliged to desist from the search, being firmly persuaded of the impracticability of finding any such place.
Wir verließen Puerto Deseado am 4. Dezember und richteten unseren Kurs nach Süden, wo in unseren Karten Pepys' Island auf 48 Grad südlicher Breite und auf dem 64. Längengrad vom Meridian von London, südöstlich von Cabo Blanco, festgelegt war. Die Insel soll von Kapitän Cowley entdeckt worden sein, der ihr diesen Namen zu Ehren von Samuel Pepys, Esq., gab, Sekretär von James Duke of York, Großadmiral von England. Er behauptete, dass es dort nicht nur einen guten Hafen gäbe, in dem tausend Schiffe sicher vor Anker liegen könnten, sondern auch, dass dort zahlreiche Vögel wären und dass die Versorgung mit Holz und Wasser günstig wäre. Aber nach vielen erfolglosen Versuchen, diese Insel zu entdecken, um einen frischen Vorrat an Holz und Wasser zu beschaffen, mussten wir beschämt feststellen, dass alle unsere Bemühungen wirkungslos blieben. Wir waren daher gezwungen, mit der Suche aufzuhören, da wir der festen Überzeugung waren, dass es unmöglich sei, einen solchen Ort zu finden.“

Trotz Byrons Skepsis verschwand Pepys Island weder sofort, noch vollständig von den Karten. Während der Fahrten in diesem Bereich des Südatlantiks suchten Seeleute weiterhin danach.

### Louis Antoine de Bougainville
Auch der Franzose Louis Antoine de Bougainville versuchte während seiner Weltumsegelung von 1766 bis 1769 vergeblich, Pepys Island zu entdecken:

„Im Jahre 1683 that der Engländer Cowley die achte Reise um die  Welt. […] Er hat im Südmeere keine Entdeckungen gemacht, behauptet aber unter dem sieben und vierzigsten Grade südlicher Breite und ohngefähr vierzig Meilen von den Patagons die Insel Pepis gefunden zu haben. Ich habe solche dreymal und die Engländer zweymal vergeblich gesucht.“

### James Cook
Kapitän James Cook machte sich während seiner ersten Reise in den Pazifik von 1768 bis 1771 mit HMS Endevour auf die Suche nach Pepys Island.

„Wednesday, 4th [January 1769]. First part, genteel breeze and Clear; latter, fresh gales, with heavy squalls of wind and rain, which brought us under our courses and main topsails close reefed. Soon after noon saw the appearance of Land to the Eastward, and being in the Latitude of Peypes Island, as it is lay'd down in some Charts, imagined it might be it.2 Bore down to be Certain, and at 1/2 past 2 p.m. discovered our Mistake, and hauld the Wind again. At 6 sounded, and had 72 fathoms black sand and mud. Variation 19 degrees 45 minutes East. Wind West-North-West to South-West by South; course South 30 degrees East; distance 76 miles; latitude 48 degrees 28 minutes South, longitude 60 degrees 51 minutes West.
Mittwoch, 4. [Januar 1769] – Zunächst sanfte Brise und klar, später stürmisch mit heftigen Windböen und Regen, die uns auf unseren Kurs brachten und die Großmarssegel dicht gerefft. Kurz nach Mittag sah [ich] im Osten Land auftauchen, und da man sich auf dem Breitengrad der Insel Peypes befand, wie sie in einigen Karten verzeichnet ist, vermutete man, dass es diese sein könnte. Zur Sicherheit abfallen, und um 14.30 Uhr entdeckten wir unseren Fehler und drehten wieder in den Wind. Als es 6 Uhr glaste, hatten wir in 131 Meter[n Tiefe] schwarzen Sand und Schlamm. Missweisung 19° 45′ Ost. Wind W.N.W. nach S.S.W. Kurs Süd 30° Ost; Entfernung 150 Kilometer; Breite 48° 28′ S., Länge 60° 51′ W.“

Bei seiner zweiten Reise in den Pazifik von 1772 bis 1775 setzte James Cook sich im Vorwort zu seinem Reisebericht zwar noch mit Pepys Island auseinander, aber er hielt die weitere Suche danach für vergeblich, da sie mit den Falklandinseln identisch sei.

### José de la Peña
Aber auch die Spanier machten sich auf die Suche nach Pepys Island. In der zweiten Hälfte des 18. Jahrhunderts sah sich das Königreich Spanien gezwungen, mit der Organisation und Durchführung von Marineexpeditionen auf die wachsende englische Dominanz der Seerouten zu reagieren. José Antonio Puig, Kapitän der Fregatte San Francisco de Paula, alias La Catalana, hatte 1771 auf der Breite von 318 Grad und 13 Minuten (nach dem Ferro-Meridian, das entspricht 46° 43´ Süd nach dem Greenwich-Meridian und liegt rund 430 km nördlich der Falklandinseln) eine ihm unbekannte Insel entdeckt, die er nach seinem Schiff „Catalana“ nannte. Jorge Juan y Santacilia (1713–1773), Marineingenieur und Wissenschaftler in der spanischen Marinebehörde, identifizierte sie als Pepys Island. Daraufhin wies Marineminister Julián de Arriaga den Gouverneur von Buenos Aires an, eine Erkundungsmission zu dieser Insel zu entsenden. 1789 führte der spanische Marineoffizier und spätere Gouverneur der Falkland Inseln (spanisch: Islas Malvinas) Ramón de Clairac y Villalonga (1748–1814), eine Expedition nach Patagonien mit dem Ziel, Karten dieses Gebietes zu erstellen, die Anwesenheit ausländischer Schiffe zu überprüfen sowie Örtlichkeiten für mögliche Stützpunkte und Siedlungen zu identifizieren. Drei Schiffe, die Korvette Santa Elena und die beiden Briggs Nuestra Señora de Belén (Belén) und Nuestra Señora del Carmen y las Ánimas (Carmen), stachen am 19. März 1789 von Montevideo aus in See. In Puerto Deseado trennten sich die Schiffe und die Carmen machte sich unter dem Kommando von José de la Peña auf die Suche nach der Insel Pepys. Nachdem Peña 13 Tage lang unter widrigen Wetterbedingungen in dem fraglichen Seegebiet gekreuzt war und die Insel nicht finden konnte, beschloss er schließlich, die Rückfahrt anzutreten und kam am 29. Mai 1789 in Buenos Aires an. Diego Vilegas, der erste Offizier der Santa Elena, zeichnete mehrere Karten für den Vizekönig von Río de la Plata, darunter auch eine der Isla de los Leones, heute Sealion Island des Falkland-Archipels.
Die Folge war, dass auch eine spanische, allerdings völlig unterschiedliche Detailkarte von Pepys Island existiert. Sie trägt den Titel „Plano de la Ysla de Pepys“, ist nicht datiert und stammt aus dem Besitz des spanischen Seefahrers und späteren Gouverneurs der Falkland-Inseln Ramón de Clairac y Villalonga (1748–1814), der sie von einer Vorlage aus dem Besitz eines englischen Kapitäns kopiert haben soll. Die Karte, die sich heute in der Sammlung des Archivo General de Indias in Sevilla befindet, zeigt eine dicht bewaldete Insel, die ungefähr einer langgestreckten, liegenden Ellipse ähnelt, mit einer Bucht und einem Kap im Süden. Tatsächlich dürfte sie die Isla de los Leones oder Sealion Island, die südlichste der Falklandinseln, darstellen und ist wahrscheinlich während der Expedition von José Antonio Puig entstanden.

## Kartendarstellung
Pepys Island ist auf zahlreichen Karten des 17. und 18. Jahrhunderts abgebildet, hier einige Beispiele:
- Der Portolan von Johannes Janssonius: Americae pars Meridionalis, Amsterdam, 1642, zeigt zwar die „Insule Sebaldi de Weerdt“, aber noch nicht Pepys Island.

- Edmond Halley: A new and correct chart shewing the variations of the compass in the western & southern oceans as observed in ye year 1700. Sowohl „Pepys I[sland]“ als auch „Sybold de Waard Iſles“ sind eingezeichnet.

- Hermann Moll: A New & Exact Map of the Coast, Countries and Islands within ye Limits of ye South Sea Company, London 1711, zeigt sowohl „Pepys Isle“ und „S. De Waerds Isles“ als auch „Falkland I.[sland]“. In der rechten unteren Ecke ist eine Detailkarte von Pepys Island abgebildet, die der Darstellung von William Hacke (1699) entspricht.

- In Alexander Findlays Navigationshandbuch von 1867 wird Pepys Island nur noch kurz erwähnt mit der Erläuterung, sie sei mit „Sebald de Weerts Islands“ (heute Jason Islands), identisch.

## Fazit
Pepys Island gibt es tatsächlich nicht, sie ist eine Erfindung von William Hacke und mit einer der Jason Islands oder einer anderen Insel der Falklands identisch, wie bereits James Cook annahm. Das bedeutet, dass sich Cowley bei seiner Positionsbestimmung mindestens um drei Breitengrade, ungefähr 300 Kilometer, verrechnet hat. Das ist ein beträchtlicher Navigationsfehler, aber man muss bedenken, dass es im 17. Jahrhundert noch keinen Sextanten gab, der eine exakte Feststellung der geographischen Breite ermöglicht hätte. Außerdem war Cowley Pirat und kein ausgebildeter Marine-Navigator.
William Hackes Karte von Pepys Island zeigt eine Doppelinsel mit einem von Südwest nach Nordost laufenden Sund. Die Zeichnung hat durchaus Ähnlichkeit mit West- und Ostfalkland, die vom Falklandsund getrennt sind. Die zweite Karte von Pepys Island, die wahrscheinlich von José Antonio Puig oder einem seiner Offiziere stammt, zeigt zweifellos Sealion Island oder spanisch Isla de los Leones, die südlichste Insel des Falkland-Archipels.
Auch der Name Pepys Island stammt von William Hacke. Sowohl Cowleys als auch Dampiers Aufzeichnungen erwähnen diesen Namen nicht. Es ist auch kaum anzunehmen, dass Piraten eine Insel ausgerechnet nach dem Sekretär der Admiralität benennen würden.